# クルツォラの海戦
クルツォラの海戦 （イタリア語:Battaglia di Curzola）は、第二次ヴェネツィア・ジェノヴァ戦争（クルツォラ戦争）中の1298年9月8日、南ダルマティア（現クロアチア）のクルツォラ島(現 コルチュラ島) 付近でジェノヴァ共和国とヴェネツィア共和国の間で行われた海戦。13世紀から14世紀にかけて地中海やレバントの貿易をめぐってピサ共和国、ジェノヴァ、ヴェネツィアの間で長い戦いが続いたが、このクルツォラの海戦はヴェネツィアにとっては最大級の敗戦となった。

## 戦闘
戦闘の場はクルツォラ島と大陸のペリエシャツ半島の間の海峡と島の沿岸であった。またヴェネツィア兵が島に上陸した時、その浜でも戦闘があった。ヴェネツィア艦隊を率いたのはアンドレア・ダンドロ（元首ジョヴァンニ・ダンドロの息子）で、ジェノヴァ艦隊を率いたのはランバ・ドリアだった。

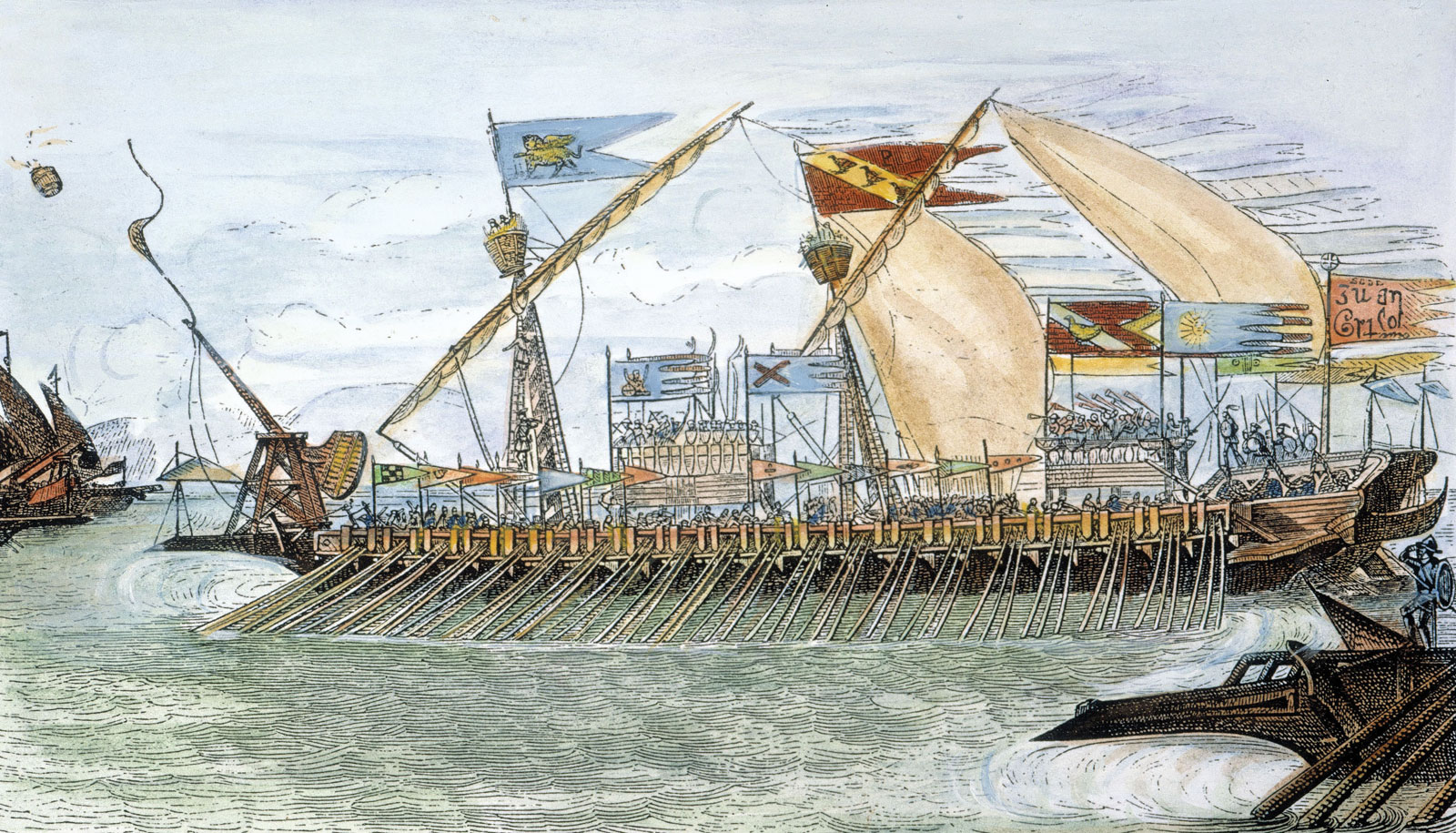
ヴェネツィアのガレー船、クルツォラ島

両軍の戦力は拮抗していたが、ヴェネツィア艦がジェノヴァ艦を捕らえようとして座礁し、ランバ・ドリアはそのすきを突いてヴェネツィア艦隊を逆包囲した。これによりヴェネツィア艦隊は壊滅状態になり、95隻のうち多くて83隻を失い、約7000人が殺された。 アンドレア・ダンドロは捕虜となり、ジェノヴァへ送られる船内で頭を船体に打ち付け自殺した。一方ジェノヴァ艦隊の損害も軽くはなく、ランバ・ドリアも戦闘で息子を失った。ヴェネツィアはすぐに100隻のガレー艦隊を編成し直すことで、ジェノヴァとなんとか穏当な和平を結ぶことができた。
16世紀の地理学者ジョバンニ・バティスタ・ラムージオが伝えるところによると、中国への旅行で有名なマルコ・ポーロはこのクルツォラの海戦にヴェネツィア海兵として参加して捕虜となり、ジェノヴァで牢獄に入っている間に東方見聞録を口述筆記した。ただし実際のところマルコ・ポーロが捕虜となったのがこの戦いだったのか、それともこれ以前の小規模な戦闘においてであったのかは不明である。